# Snooker sezóna 2007/2008
Přehled hlavních snookerových bodovaných turnajů a účastníků finále v sezóně 2007/2008.
| Datum               | Turnaj                     | Lokace (aréna/město)                  | Vítěz             | Poražený          | Skóre  |
| 6 – 12 srpen        | Shanghai Masters           | Grand Stage, Šanghaj                  | Dominic Dale      | Ryan Day          | 10 : 6 |
| 6 říjen             | Pot Black Cup              | Sheffield City Hall, Sheffield        | Ken Doherty       | Shaun Murphy      | 1 : 0  |
| 13 – 21 říjen       | Grand Prix                 | Conference Centre, Aberdeen           | Marco Fu          | Ronnie O'Sullivan | 9 : 6  |
| 4 – 11 listopad     | Northern Ireland Trophy    | The Waterfront Hall, Belfast          | Stephen Maguire   | Fergal O'Brien    | 9 : 5  |
| 3 – 16 prosinec     | UK Championship            | Telford International Centre, Telford | Ronnie O'Sullivan | Stephen Maguire   | 10 : 2 |
| 13 – 20 leden       | The Masters                | Wembley Arena, Londýn                 | Mark Selby        | Stephen Lee       | 10 : 3 |
| 4 – 10 únor         | Malta Cup                  | Hilton Conference Center, Portomaso   | Shaun Murphy      | Ken Doherty       | 9 : 3  |
| 11 – 17 únor        | Welsh Open                 | The Newport Centre, Newport           | Mark Selby        | Ronnie O'Sullivan | 9 : 8  |
| 23 – 30 březen      | China Open                 | Beijing University Stadium, Peking    | Stephen Maguire   | Shaun Murphy      | 10:9   |
| 19 duben – 5 květen | World Snooker Championship | Crucible Theatre, Sheffield           | Ronnie O'Sullivan | Allister Carter   | 18:8   |